# Uvira
Uvira is een stad in de Democratische Republiek Congo, in de provincie Zuid-Kivu, gelegen aan het noordelijke uiteinde van het Tanganyikameer. De haven genaamd Kalundu, aan de zuidkant van de stad, biedt bootverbindingen naar Kalemie, Kigoma in Tanzania en Bujumbura, de hoofdstad van Burundi (gelegen op slechts 15 kilometer afstand).
De stad is door een weg verbonden met Bukavu, de hoofdstad van de provincie Zuid-Kivu. Bukavu ligt 120 km noordelijker en Fizi ligt 60 km ten zuiden. Uvira is ook een rooms-katholiek bisdom, dat afhangt van het aartsbisdom Bukavu.

## Geschiedenis
Uvira is de voormalige hoofdstad van de subregio Zuid-Kivu , die deel uitmaakte van de regio Kivu in de Mobututijd. Na de oprichting van Zuid-Kivu als een provincie werd de hoofdstad overgebracht naar Bukavu.
Uvira is het hoofdkwartier van het nieuw gecreëerde wereldwijde Congolese gemeenschap vereniging bekend in het Frans als Cadre d'Appui aux Actions de Developpement au Congo (CAADEC). De CAADEC is een raamwerk van netwerken die links van de Congolese diaspora en die in Congo voor het gemeenschappelijke doel van het delen van ideeën en werken samen bij te dragen aan het grotere goed van de ontwikkeling van hun land, door het ondersteunen van individuele en collectieve initiatieven die gemeenschap ontwikkeling en de werkgelegenheid te bevorderen als een fundament voor de wederopbouw van het land.